# Piranea spartii
Piranea spartii är en tvåvingeart som beskrevs av Janezic 1990. Piranea spartii ingår i släktet Piranea och familjen gallmyggor. Inga underarter finns listade i Catalogue of Life.